# Acquedotto del Triglio
L'acquedotto del Triglio fu un'opera di convoglio idrico nella valle omonima che serviva la città di Taranto in epoca romana fino all'Ottocento. L'acquedotto è composto da una serie di gallerie artificiali sotterranee e da una parte in superficie dal caratteristico aspetto ad archi, di epoca successiva a quella romana, sita nei comuni di Crispiano, Statte e Taranto.

## Storia
Nel corso del Medioevo si era diffuso un culto della personalità di Virgilio che ben presto travalicò la semplice fama di sapiente e gli vennero attribuite delle capacità soprannaturali a cui si faceva riferimento con l'epiteto di Virgilio mago.
In questo contesto ebbe origine una leggenda secondo la quale il poeta latino disputava alle streghe il dominio di Taranto e quindi cercava di affezionarsi i tarantini con opere a essi accette. In un periodo di particolare siccità Virgilio cominciò la costruzione di un acquedotto che terminò in una notte. Le streghe, non volendo essere da meno, cominciarono la costruzione di un altro acquedotto (quello di Saturo) ma al sorgere del sole avevano portato a termine solo una metà del lavoro quando vennero a sapere che Taranto riceveva già l'acqua grazie all'opera di Virgilio per la quale la città fece festa.
La leggenda ebbe origine probabilmente dal fatto che il condotto di Saturo non giungeva sino alla città.
L'acquedotto fu costruito fra il I sec. a.C. e il I sec. d.C. (nel 123 a.C. secondo alcune fonti), nel periodo successivo alla fondazione dell colonia neptunia sulle rovine di Taranto dopo che questa era stata punita per la sua alleanza con Annibale, allo scopo di fornire acqua alle ville della periferia di Taranto e non al suo abitato. In tempi romani infatti l'abitato di Taranto infatti non era raggiunto dall'acquedotto a causa della presenza della palude di S. Brunone sita tra le sorgenti e la città di Taranto, bensì il sistema idrico raggiungeva un molo sul mar Grande per il rifornimento delle navi.
Dopo la caduta dell'Impero romano, nel 545, l'acqua venne portata fino in Taranto per volere di Totila, re degli Ostrogoti, e resa di uso pubblico, ma col tempo l'acquedotto fu lasciato in stato di abbandono perdendo la propria funzionalità; la città continuò a soddisfare il proprio fabbisogno idrico attingendo alla falda acquifera e per mezzo dell'acquedotto di Saturo.
Con la crescita dei fabbisogni nei secoli successivi sorse la necessità di ripristinare la fornitura d'acqua. Risalgono all'epoca bizantina i primi interventi architettonici a supporto delle gallerie ipogee di epoca romana. Nel 1334 Caterina di Valois, principessa di Taranto, co-finanziò i lavori per l'approvvigionamento idrico alla città di Taranto. Nel 1469 il figlio del re di Napoli Ferdinando I d'Aragona, Federico, in qualità di luogotenente del regno fece eseguire importanti lavori di manutenzione e rimessa in opera dell'acquedotto, riportando l'acqua alla Gran Piazza (oggi piazza Fontana).
Al 1543 risale la costruzione degli archi-canale (in origine 202 dei quali ne sono sopravvissuti un centinaio fra crolli e demolizioni) che attraversavano la zona acquitrinosa di S. Brunone, per opera dell'ingegner Marco Orlando e su disposizione di Carlo V; in questa circostanza fu costruita anche una fontana monumentale nella piazza principale di Taranto, capolinea dell'acquedotto, da allora denominata piazza Fontana. Per ridurre la velocità dell'acqua vennero inoltre realizzati due archi appena prima della fontana.
La fontana fu demolita e sostituita da una più sobria nel 1856 per opera dell'ingegner Cataldo De Florio. In questa circostanza furono eseguiti ingenti lavori di edilizia pubblica che comprendevano la costruzione di un nuovo borgo cittadino, dell'impianto dell'arsenale, della base navale, del porto commerciale, della stazione ferroviaria e di alcune industrie che richiedevano nel loro insieme un maggiore fabbisogno idrico e che furono la ragione per la sostituzione del sistema ad arcate con tubature di ghisa poste al di sotto degli archi.
Nel 1893 la fontana di De Florio venne demolita per problemi strutturali e al suo posto venne eretta una semplice fontana a quattro getti; pezzi di questa vennero riutilizzati nel 1992 in quella che attualmente occupa il centro della piazza.
Con la costruzione dell'acquedotto pugliese dopo la prima guerra mondiale il vecchio sistema idrico andò in disuso. Alcune condotte furono temporaneamente rimesse in funzione nel 1943 quando un bombardamento mise fuori uso parte dell'acquedotto pugliese. Negli anni '60 l'acquedotto fu utilizzato per l'approvvigionamento idrico del nuovo impianto siderurgico dell'Ilva nei suoi primi giorni di funzionamento.
Nel corso del tempo ha subito diversi crolli, soprattutto in seguito al maltempo e in condizioni di scarsa manutenzione.

## Descrizione
Il sistema idrico raccoglieva l'acqua da numerose sorgenti (Boccaladrona, Lazzarola, Rosamarina, Alezza, Miola, e Monte Specchia) situate lungo sei gravine sul monte Crispiano in zona Vallenza nel comune di Statte, a 120 m sul livello del mare.
Per mezzo di una fitta rete di gallerie sotterranee per un totale di 18 km, riversava l'acqua sorgiva in una grande cisterna rocciosa posta a 9-10 m di profondità; da questa, che fungeva da collettore, parte la condotta principale che passa sotto la collina Montetermiti e l'abitato di Statte fino alla Fontana Vecchia. A questo punto l'acquedotto continua il suo percorso incanalata sugli archi fino a Taranto dove, quando era ancora in funzione, alimentava la fontana della Gran Piazza (piazza Fontana).
Il tratto ipogeo dell'acquedotto presenta delle torrette, tuttora esistenti e utilizzate per accedere alle gallerie, che fungevano da pozzetti di aerazione, distanziati dai 30 ai 70 m.
In passato esisteva un tratto dell'acquedotto ricavato da un canale all'aperto largo mediamente 60-80 cm e profondo poco più di 1 m, che correva dalla masseria La Riccia fino al mar Grande. Questo, esposto agli agenti atmosferici e all'azione umana, scomparve abbastanza velocemente con l'abbandono dell'acquedotto romano.